# ألان روجرز (لاعب كرة قدم)
ألان روجرز (بالإنجليزية: Alan Rogers) هو لاعب كرة قدم ومدرب كرة قدم بريطاني، ولد في 31 ديسمبر 1924 في ساوثبورت ‏ في المملكة المتحدة.